# Mission: Impossible – Rogue Nation
Mission: Impossible – Rogue Nation (skracane do M:i:V lub MI5) – amerykański film sensacyjny w reżyserii Christophera McQuarriego. To piąty film pokazujący historię Ethana Hunta, bohatera serii Mission: Impossible. W głównego bohatera po raz kolejny wcielił się Tom Cruise

## Fabuła
Po zamknięciu przez CIA ich elitarnej jednostki, agent Ethan Hunt (Tom Cruise) i jego zespół (Renner, Pegg, Rhames) muszą wyjść zwycięsko z wyścigu z czasem i powstrzymać Syndykat - śmiertelnie niebezpieczną organizację byłych agentów, którzy zdradzili swoich dawnych mocodawców. By zapobiec globalnemu zagrożeniu, Ethan musi połączyć siły z nieuchwytną agentką (Rebecca Ferguson), której lojalność nie jest oczywista i przeprowadzić najbardziej brawurową misję w swojej dotychczasowej karierze.

## Obsada
- Tom Cruise – Ethan Hunt
- Simon Pegg – Benjamín „Benji” Dunn
- Jeremy Renner – William Brandt
- Rebecca Ferguson – Ilsa Faust
- Ving Rhames – Luther Stickell
- Sean Harris – Solomon Lane
- Alec Baldwin – Alan Hunley
- Jens Hultén – Janik „Bone Doctor” Vinter
- Simon McBurney – Atlee
- Zhang Jingchu – Lauren
- Tom Hollander – premier Wielkiej Brytanii

## Produkcja
Początkowo producenci chcieli, aby film wyreżyserował Brad Bird, czyli twórca poprzedniej części cyklu - Mission: Impossible – Ghost Protocol. Ten odrzucił jednak propozycję z powodu pracy nad Krainą jutra. Reżyserem został Christopher McQuarrie.
Ze względu na inne zobowiązania Paula Patton i Maggie Q odrzuciły propozycję powtórzenia ról z poprzednich części serii. Jessica Chastain otrzymała propozycję zagrania jednej z głównych ról w filmie, ale ostatecznie odmówiła.

## Zdjęcia
Zdjęcia do filmu kręcono w czterech krajach (Wielka Brytania, Austria, Maroko i Malezja), położonych na trzech kontynentach. Pierwszy klaps padł na planie 21 sierpnia 2014 roku w Wiedniu, gdzie wkrótce powstały sceny nakręcone na dachu tamtejszej opery. 30 sierpnia ekipa przeniosła się do Maroka, gdzie realizowała sceny w takich lokacjach, jak Rabat (Kasba Udaja), Marrakesz (stadion), Casablanca (Meczet Hasana II) czy Agadir. W Malezji nakręcono początkową scenę w stolicy kraju, Kuala Lumpur.
28 września rozpoczęto angielską część zdjęć i przeniesiono się do Londynu. W brytyjskiej stolicy wykorzystano na potrzeby filmu wiele mniej lub bardziej znanych miejsc, jak np. stacja metra Piccadilly Circus, Regent Street, Great Windmill Street, Westminster Bridge, Cmentarz Brompton, dworzec King’s Cross Station, Tower of London, Tower Bridge, Elm Court czy Middle Temple. Poza Londynem w Anglii nakręcono sceny w takich lokacjach, jak m.in. lotnisko RAF Wittering (hrabstwo Cambridgeshire), Langleybury Manor (Hertfordshire), elektrownia Fawley Power Station (Hampshire) czy Pałac Blenheim (Oxfordshire).